# Santa Maria d'Erillcastell
Santa Maria d'Erillcastell és una església del municipi del Pont de Suert. Era l'església parroquial del poble d'Erillcastell de l'antic terme de Malpàs al segle XI. De l'església romànica, documentada des de darreries del segle xii, no en queda res: l'actual església, ara abandonada, és un edifici modern, sense que semblin quedar-hi restes del temple original. És un edifici protegit com a bé cultural d'interès local.

## Descripció
El poble és gairebé deshabitat, l'any 1970 Erillcastell comptava només amb nou habitants. La seva església està dotada d'una torre-campanar d'aspecte feixuc i amb funció gairebé d'ermita. Tanmateix, aquesta altura -que reuneix el grupet de cases entorn del que fou castell d'Erill- rememora la nissaga dels Erill, important en la història catalana.
Al Museu Diocesà de Lleida hi ha una notable talla de fusta policromada de la Mare de Déu amb el Nen, de formes clarament romàniques, que cal datar a la segona meitat del segle xiii. Una segona imatge de la Mare de Déu amb el Nen, molt primitiva, que es dubta si procedeix d'aquesta església o de la de Sant Gil de Pinyana.

## Galeria

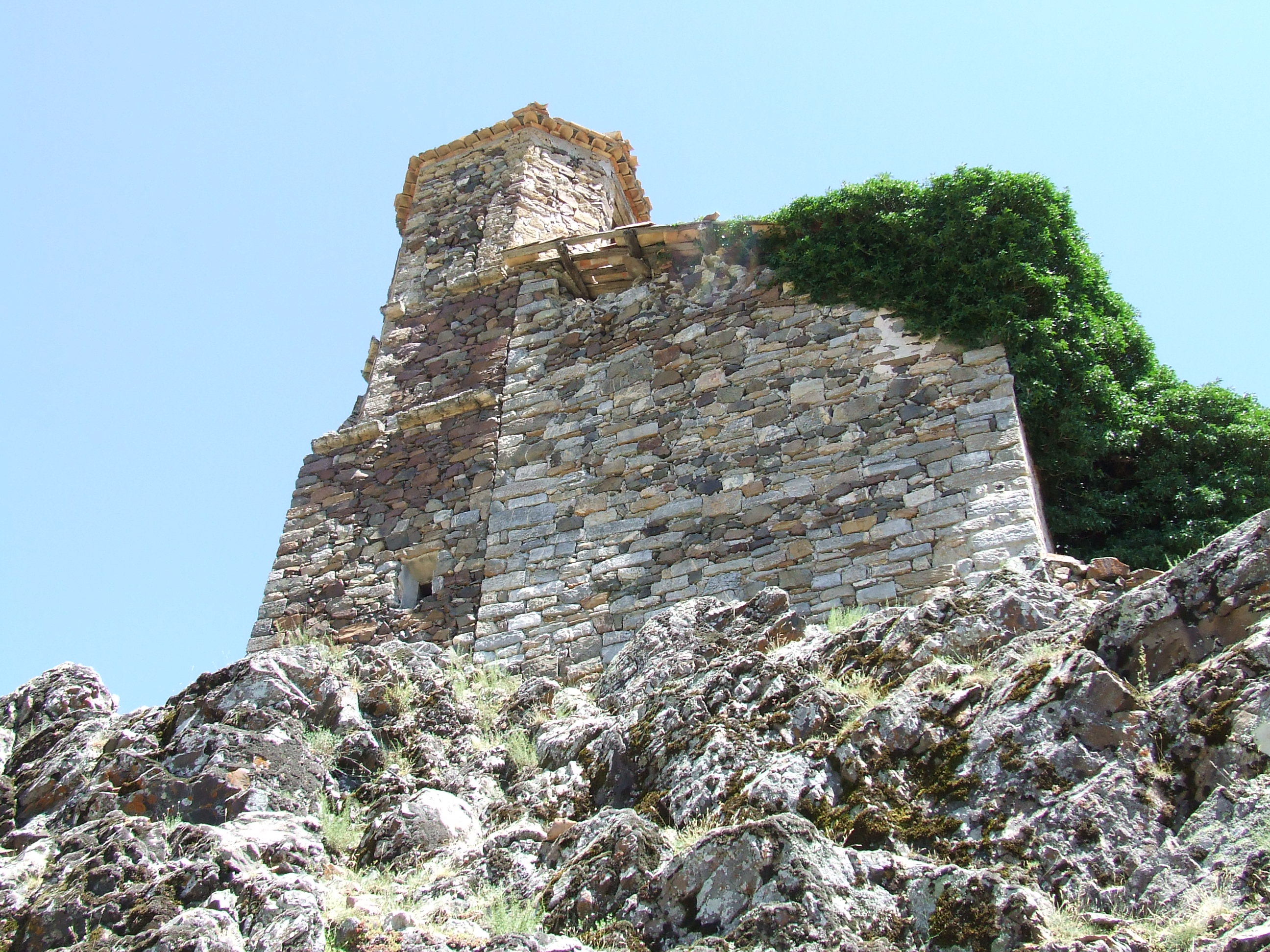
Façana de ponent
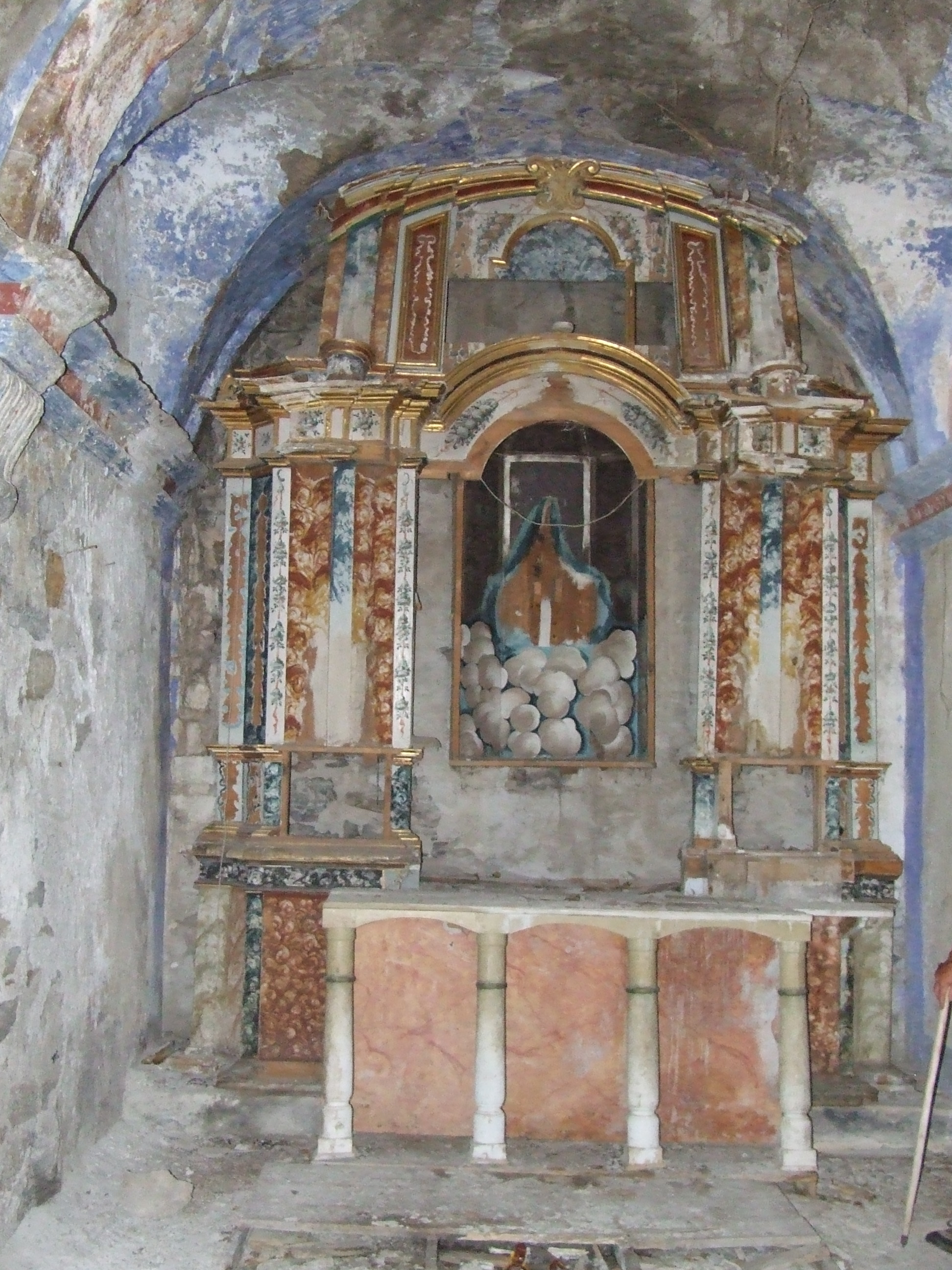
L'altar major